# Bigoli con le sardelle
I bigoli con le sardelle sono un primo piatto della cucina mantovana.

## Descrizione
I bigoli, prodotti in casa col torchio, vengono lessati, cotti e serviti con l'intingolo di cottura sardelle, nel quale sono stati lentamente rosolati, spolverati di formaggio grana.

## Sagre dedicate
A Castel d'Ario, in provincia di Mantova, il primo giorno di quaresima, si tiene la “Bigolada”, una festa di piazza dove vengono serviti piatti di “bigoi con le sardelle”.